# Pteroeides griseum
Pteroeides griseum is een diersoort uit de familie Pennatulidae. De wetenschappelijke naam werd gepubliceerd in 1767 door Carl Linnaeus.